# Foveosa
Genre
Foveosa est un genre d'araignées aranéomorphes de la famille des Lycosidae.

## Distribution
Les espèces de ce genre se rencontrent en Afrique subsaharienne.

## Liste des espèces
Selon World Spider Catalog (version 17.0, 06/04/2016) :
- Foveosa adunca Russell-Smith, Alderweireldt & Jocqué, 2007
- Foveosa albicapillis Russell-Smith, Alderweireldt & Jocqué, 2007
- Foveosa foveolata (Purcell, 1903)
- Foveosa infuscata Russell-Smith, Alderweireldt & Jocqué, 2007
- Foveosa tintinabulum Russell-Smith, Alderweireldt & Jocqué, 2007

## Publication originale
- Russell-Smith, Alderweireldt & Jocqué, 2007 : On the new genus Foveosa accommodating the Afrotropical wolf spiders related to Pardosa foveolata (Araneae: Lycosidae). Journal of Afrotropical Zoology, vol. 3, p. 59-76.